# 5e régiment de tirailleurs marocains
Le 5e régiment de tirailleurs marocains (5e RTM) est un régiment d'infanterie français, de l'armée d'Afrique.
Créé dans l'entre-deux-guerres, il combat pendant la guerre du Rif, la campagne du Levant puis s'illustre au cours de la Seconde Guerre mondiale, au cours de laquelle, rattaché à la  2e division d'infanterie marocaine (2e DIM), il est cité trois fois à l'ordre de l'armée. Il combat ensuite durant la guerre d'Indochine et est cité une nouvelle fois.
Il est au moment de sa dissolution en 1965 le dernier régiment de tirailleurs marocains.

## Création et différentes dénominations
- Il est créé le 1er janvier 1920 sous le nom de 5e régiment de marche de tirailleurs marocains (5e RMTM).
- Devient 65e régiment de tirailleurs marocains (65e RTM) en octobre 1920.
- Devient le 5e RTM en 1929.
- Dissous en 1946.
- Recréé en 1950.
- Dissous en 1965. Il devient le 27e RI.

## Chefs de corps
- 1925 - 1927: Colonel Goudot
- 1939 - 1940 : colonel Jacob[1]
- 1943-1944 : colonel Joppé
- 1944-1945 : lieutenant-colonel Jean Piatte
- 1956-1958 : Colonel Jean Charton

## Historique des garnisons, combats et batailles

### Entre-deux-guerres
Le 5e régiment de marche de tirailleurs marocaine est créé à Fès le 1er janvier 1920, par groupement des 13e, 14e et 15e bataillons de tirailleurs marocains. En octobre, les bataillons perdent leur autonomie et le 5e RMTM devient le 65e régiment de tirailleurs marocains. En garnison au Maroc, le 65e RTM est organisé sur le type TOE (théâtre d'opérations extérieurs), avec des bataillons à quatre compagnies de fusiliers-voltigeurs et une section de mitrailleurs .
En janvier 1923, il part pour l'Armée du Rhin en occupation en Allemagne mais il revient en juillet 1925 au Maroc à cause des succès de la république du Rif face aux Français. Après la fin de la guerre, le 65e RTM embarque pour le Levant en juillet 1926.

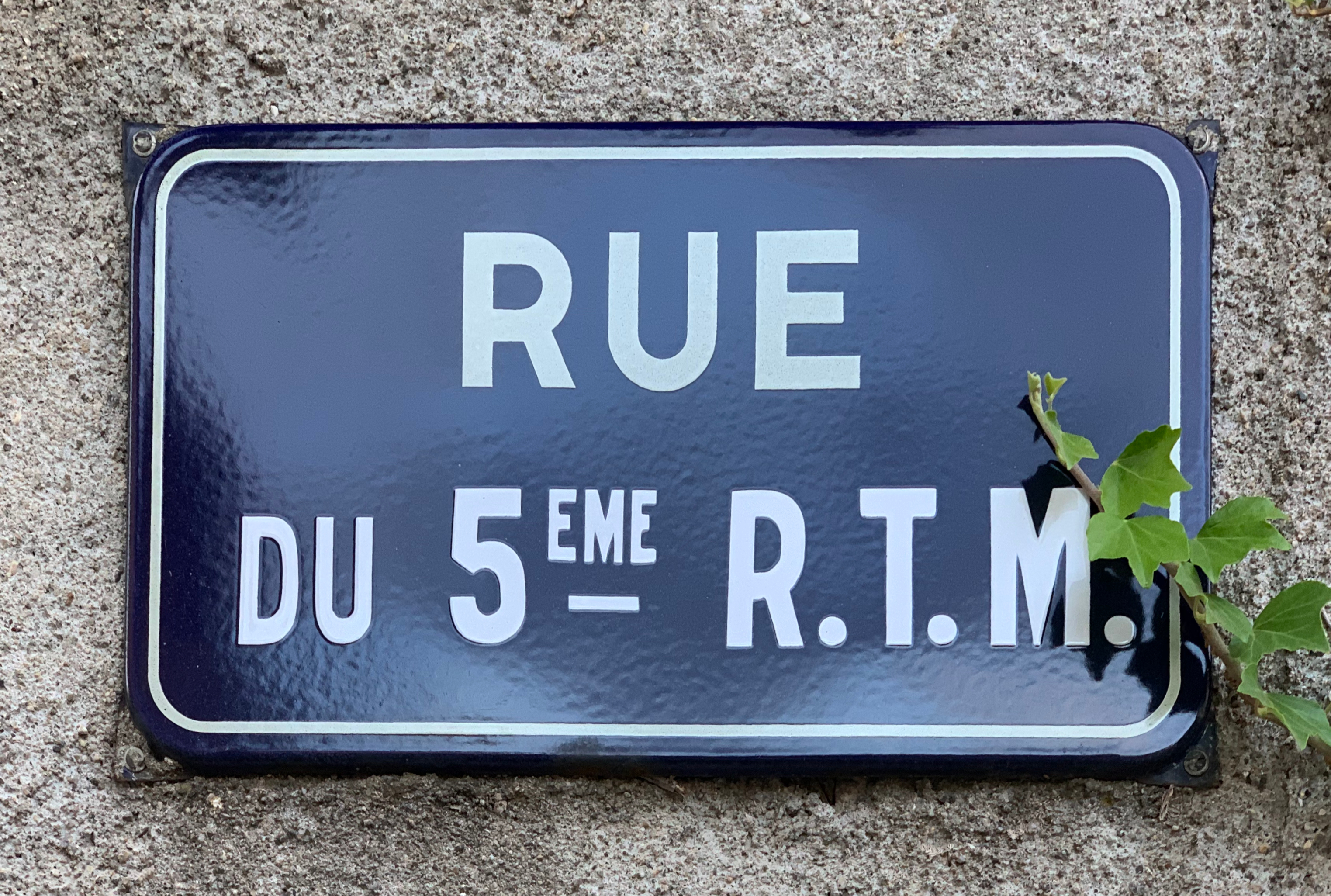
Plaque de la rue du 5e R.T.M. à Belley, ville de garnison du 3e bataillon de 1928 à 1934.

Après un retour au Maroc d'avril à septembre 1927, il va en garnison en métropole. En 1928, il est affecté à la 1re brigade de la nouvelle 1re division d'infanterie nord-africaine (1re DINA), placée en réserve derrière les Alpes. Son état-major et ses deux premiers bataillons sont à Bourg-en-Bresse, son 3e bataillon à Belley. Le 65e RTM devient 5e RTM en janvier 1929.

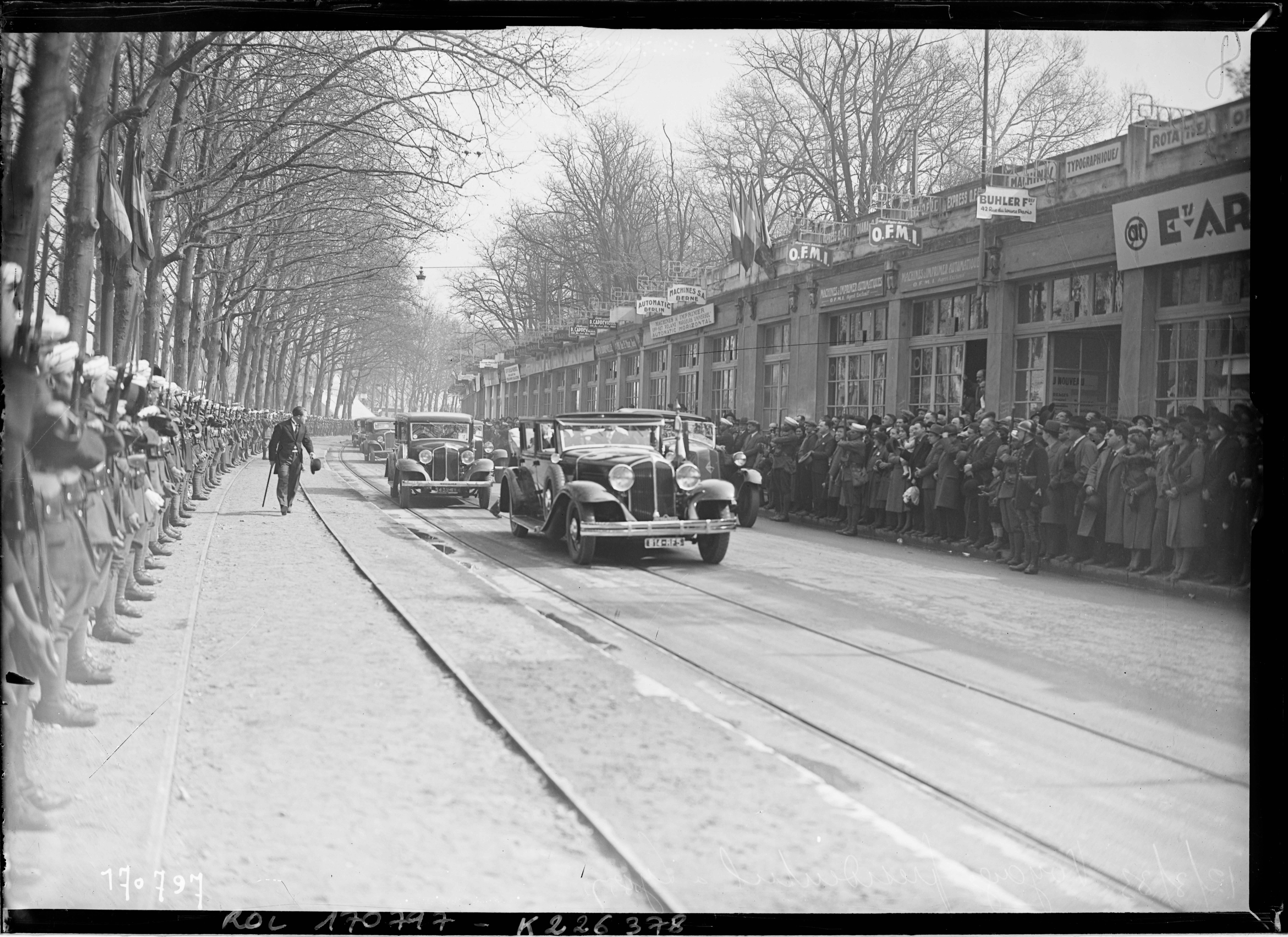
Visite d'Albert Lebrun à Lyon le 12/3/1933, les tirailleurs 5e RTM saluent le passage de l'automobile du président et du maire Édouard Herriot.

Le 5e RTM crée une section d'éclaireurs-skieurs par bataillon, stationnées l'hiver dans les Alpes, à la Redoute Ruinée ou à Samoëns selon les années.
En octobre 1933, le régiment rejoint un 4e bataillon, ex-II/3e RTM venu du Maroc. Ce bataillon part en garnison à Bourg-Saint-Maurice. En mai 1934, le III/5e RTM devient le II/6e RTM tandis que le II/6e RTM devient le III/5e RTM, caserné à Valence. Le régiment perd son 4e bataillon qui rejoint en juin 1935 le 3e RTM à Saint-Dié-des-Vosges.

### Seconde Guerre mondiale
À la mobilisation, la 1re DINA part dans les Alpes et le 5e RTM prend position dans la vallée de Chamonix. La division part ensuite pour le Nord-Est, derrière la Ligne Maginot. Après la percée allemande depuis les Ardennes, la 1re DINA embarque pour Valenciennes mais elle arrive en ordre dispersée. Un bataillon du 5e RTM est piégé au Quesnoy qu'il défend avec des bataillons des 27e RTA et du 28e RTT. Les restes de la 1re DINA se replient vers Dunkerque où ils sont évacués. Les unités de la division n'existent plus de facto.
Le dépôt du 5e RTM à Bourg-en-Bresse forme en juin 1940 plusieurs bataillons de renfort, qui sont intégrés au groupement Cartier, qui combat dans la vallée du Rhône.
Le 5e RTM est recréé dans l'Armée d'Armistice. Caserné à Oujda et Guercif, il est rattaché à la division de Fès.
Le 1er mai 1943 il rejoint la 2e division d'infanterie marocaine, engagée en Italie,. Débarquée à Naples en novembre 1943, la 2e DIM est engagée dans les Abruzzes à partir du 8 décembre. Elle livre une partie de ses combats en plein hiver et sur un terrain difficile. Le régiment combat ensuite lors de la campagne de France avec le 1er corps d'armée de la 1re armée française (ex-armée B). La libération de Montbéliard, le 17 novembre 1944, constitue l'un des faits d'armes de l'histoire du 5. La division poursuit ensuite vers le Rhin, terminant la guerre à l'Arlberg. Le 5e RTM est dissous en 1946[réf. souhaitée].

### De 1945 à nos jours
Recréé en 1950[réf. souhaitée], le 5e RTM combat pendant la guerre d'Indochine. Il est caserné à Dijon à partir de 1955. Malgré la fin du protectorat français au Maroc il existe jusqu'en 1965, les tirailleurs ayant contracté un engagement pour plusieurs années y étant mutés au fur et à mesure que leurs camarades terminaient leur contrat. Il est formellement dissout le 1er juillet 1965.

## Drapeau du régiment
Il porte, cousues en lettres d'or dans ses plis, les inscriptions suivantes :
- Maroc 1925
- Levant 1926-1927
- Garigliano 1944
- Abruzzes 1944
- Montbéliard 1944
- Forêt-Noire 1945
- Indochine 1947-1954

## Décorations

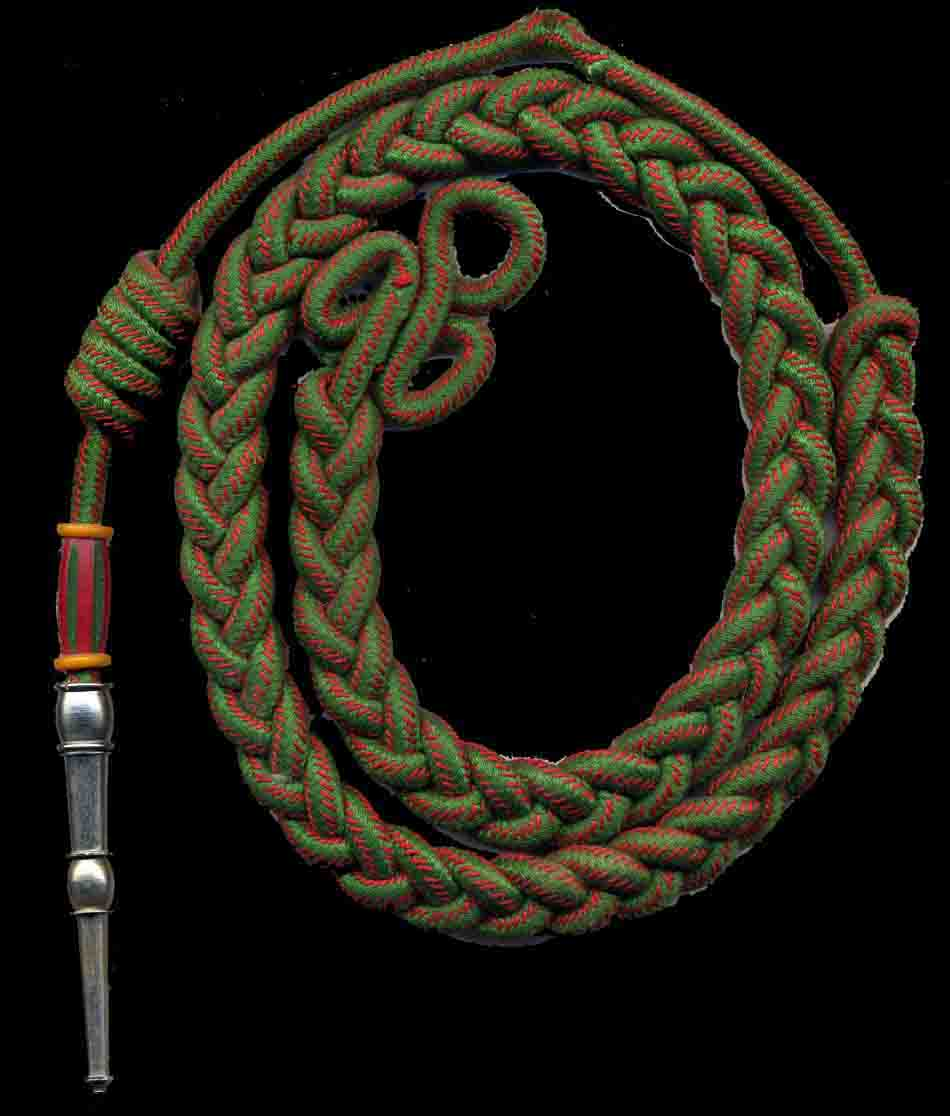
La fourragère aux couleurs du ruban de la croix de guerre 1914 1918 avec olive aux couleurs du ruban de la croix de guerre 1939 1945

- Croix de guerre 1939-1945, avec trois citations à l'ordre de l'Armée (décision n° 120 du 3 novembre 1944 - décision n° 704 du 14 mai 1945).
- Croix de guerre des Théâtres d'opérations extérieurs avec une citation à l'ordre de l'armée
- Mérite Chérifien.
- Fourragère aux couleurs du ruban de la Croix de guerre 1914-1918 avec une olive aux couleurs du ruban Croix de guerre 1939-1945.

## Insigne
L'insigne du 5e RTM est un croissant blanc portant la devise « sans peur et sans faiblesse » en arabe, chargé d'une étoile chérifienne portant une tête de lion.
Ses sections d'éclaireurs-skieurs portaient dans les années 1930 les insignes suivants :
- à la SES du 3e bataillon, un tirailleur en tenue orientale descendant à skis une pente enneigée,
- à la SES du 4e bataillon, une étoile à cinq branches à la couleur du Prophète chargée d'une gazelle de l'Atlas en train de sauter à skis.

## Personnalités ayant servi au5eR.T.M
- Ahmed Ben Bella, premier président de l'Algérie, combat au 5e RTM en 1943-1945[8].
- Jean-Jacques Beucler, député, combat comme officier au 5e RTM en 1943-1945
- André Biard, général d'armée, lieutenant au 5e RTM en 1944-1945 durant les campagnes d'Italie, de France et d'Allemagne. Grand-croix de la Légion d'honneur en 1979 et de l'ordre national du Mérite en 1981, grand chancelier de la Légion d'honneur de 1981 à 1992.
- Jean-Claude Delafon, lieutenant au 5e RTM en 1943-1945
- André Devigny, général, sous-lieutenant au 5e RTM en 1939-1940
- Jean Gardes, colonel durant la guerre d'Algérie, combat au 5e RTM en 1939-1940 puis en 1944-1945
- Henri Muller, participe à la pacification du Maroc au 65e RTM dans les années 1920

## Faits d'armes faisant particulièrement honneur au régiment

### Récompenses
En France, Italie et Allemagne durant la seconde guerre mondiale : 
- 71 Légions d'honneur
- 179 médailles militaires
- 6 275 citations
  - 262 à l'ordre de l'armée
  - 537 à l'ordre du corps d'armée
  - 1211 à l'ordre de la division
  - 830 à l'ordre de la brigade
  - 3435 à l'ordre du régiment

### Récompensés
- CNE Maurice Demange, de nationalité française, officier au 5e régiment de tirailleurs marocains, ayant notamment commandé la 10ème Compagnie en 1944-1945. Il reçoit, entre autres citations à l'ordre de l'armée, l'attribution de la légion d'honneur en 1944, pour la libération de Montbéliard avec sa compagnie.
- Ben-Kirou (Rahou), de nationalité marocaine, ancien soldat de 1re classe au 5e régiment de tirailleurs marocains, 2 citations et 2 blessures de guerre.
- Azzam Roudya de nationalité marocaine, sergent-chef d'infanterie, reçoit la médaille militaire en 1999 pour son action en Indochine.
- El Khamar Ben Ahmed Ben Amar de nationalité marocaine : né au douar Oulad belile, région Karia BA mohamed (province de Fes) 5ème RTM Dijon, sergent chef, campagne d'Indochine jusqu'en 1954, croix de guerre, médaille opérations extérieures, cochinchine, Laos, Cambodge... Médaille militaire, juillet 1963. Croix du combattant.
- Charles Balland : né à Damas-aux-Bois le 2 avril 1918. En 1943, il rejoint l'Afrique du Nord où il est enrôlé au 5e RTM (caporal-chef puis sergent). En 1944, il participe à la campagne d'Italie dont notamment à la célèbre bataille de Monte Cassino. En juin 1944, il est grièvement blessé et rapatrié en Afrique du Nord, puis en France. Pour ses faits de guerre, il est cité à deux reprises (à l'ordre de la brigade et du corps d'armée), puis plusieurs fois décoré : médaille militaire, médaille de l'internement pour faits de résistance, croix du combattant volontaire de la résistance et Légion d'honneur[10].
- Capitaine Joseph Cardonne: né à Oran en 1911 s'engage à 18 ans au 152° RI puis  est admis en 1935 à Saint-Maixent avec la promotion "Verdun". C'est dans les rangs du 5° RTM qu'il combat en Italie (Garigliano et Rome) puis en France où il débarque en septembre 1944. A la tête de la 3° compagnie il s'est illustré dans tous les combats jusqu'en Alsace. Ainsi il a obtenu de nombreux succès: le 13 septembre au fort de Suppey (Maurienne), à Montbéliard le 18 novembre en libérant les quartiers Est avant de participer à la libération de  Sochaux. Le 10 décembre, en Alsace, il  libère le village fortifié de Roderen  en l'enlevant d'assaut. Le 20 janvier 1945 il est grièvement blessé en se portant à l'attaque d'une casemate dans la forêt de Nonnenbruck. En quatre mois de campagne d'hiver dans les Vosges et en Alsace il se voit décerner la croix de la Légion d'honneur, la croix de guerre, cité à quatre reprises. Il se verra également décerner la Silver star et la médaille des blessés. Le capitaine Cardonne décèdera le 5 janvier 1949 en Indochine des suites d'une embuscade, alors à la tête du 2° BEMO. Commandeur de la Légion d'honneur, 12 fois cité, trois fois blessé il reste un modèle d'officier remarquable entraineur d'hommes, animé du plus grand idéal.

## Sources et bibliographie
- Anthony Clayton, Histoire de l'Armée française en Afrique. 1830-1962, éd. Albin Michel, Paris, 1994
- Robert Huré, L'Armée d'Afrique : 1830-1962, éd. Charles-Lavauzelle, Paris, 1977
- Historique du 5me R.T.M., Imprimerie Nationale de Fribourg-en-Brisgau, 1948